# Zbigniew Dyka

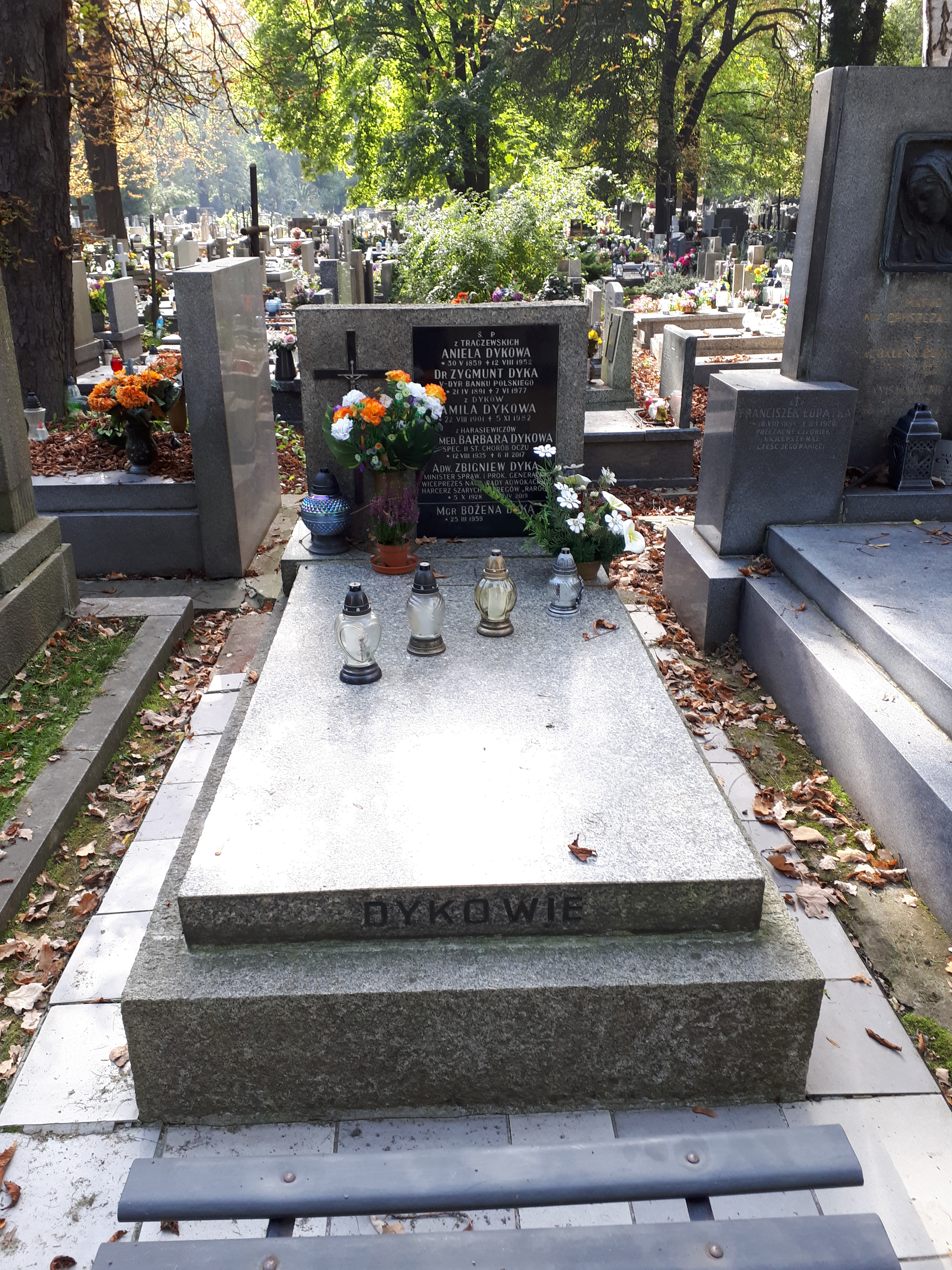
Grób Zbigniewa Dyki na cmentarzu Rakowickim w Krakowie

Zbigniew Stanisław Dyka (ur. 5 października 1928 w Warszawie, zm. 30 kwietnia 2019 w Krakowie) – polski prawnik i polityk, adwokat, poseł na Sejm I kadencji, minister sprawiedliwości w latach 1991–1993.

## Życiorys
Syn Zygmunta i Kamilli. W czasie II wojny światowej walczył w Szarych Szeregach. W 1952 ukończył studia na Wydziale Prawa Uniwersytetu Jagiellońskiego w Krakowie. Z zawodu adwokat, był m.in. obrońcą części oskarżonych w tzw. sprawie połanieckiej.
Wielokrotnie wybierany do władz samorządu zawodowego, w tym do Naczelnej Rady Adwokackiej. Był m.in. wiceprezesem NRA, pełnił funkcję rzecznika dyscyplinarnego. Był uczestnikiem prac związanego z solidarnościową opozycją Centrum Obywatelskich Inicjatyw Ustawodawczych Solidarności.
Od 1991 do 1993 sprawował mandat posła I kadencji wybranego z listy Wyborczej Akcji Katolickiej (jako członek Zjednoczenia Chrześcijańsko-Narodowego) w okręgu krakowskim. Od grudnia 1991 w rządach Jana Olszewskiego i Hanny Suchockiej zajmował stanowisko ministra sprawiedliwości, będąc jednocześnie prokuratorem generalnym. Został odwołany w marcu 1993.
Jego spóźnienie na głosowanie w sprawie wotum nieufności dla rządu Hanny Suchockiej przyczyniło się do przegłosowania tego wotum jednym głosem 28 maja 1993. Według jednej z wersji miał podczas głosowania przebywać w toalecie.
W 2004 został odznaczony Krzyżem Kawalerskim Orderu Odrodzenia Polski. W 2010 uhonorowany Wielką Odznaką Adwokatura Zasłużonym.
Pochowany na cmentarzu Rakowickim w Krakowie (kwatera: XXVIA, rząd: płn., miejsce: 21).